# Nippon Telegraph and Telephone
Nippon Telegraph and Telephone (NTT) — найбільша телекомунікаційна компанія Японії, зі штаб-квартирою в Токіо. Займаючи 55-е місце в рейтингу Fortune Global 500, NTT — четверта найбільша телекомунікаційна компанія у світі за об'ємом виторгу, а також п'ята найбільша акціонерна компанія в Японії після Toyota, Mitsubishi Corporation, Honda і Japan Post Holdings, за станом на вересень 2019 року.
Компанія зареєстрована відповідно до закону NTT (Закон про корпорацію Nippon Telegraph and Telephone і т. д.). Мета компанії, визначена законом, полягає в тому, щоб володіти усіма акціями, випущеними компаніями Nippon Telegraph and Telephone East Corporation (NTT East) і Nippon Telegraph and Telephone West Corporation (NTT West), і забезпечити цими компаніями належне і стабільне надання телекомунікаційних послуг з усієї Японії, включаючи віддалені сільські райони, а також проводити дослідження, пов'язані з телекомунікаційною технологією.
1 липня 2019 року корпорація NTT запустила NTT Ltd., де-факто холдингову компанію вартістю 11 млрд доларів, що складається з 28 брендів таких компаній, як NTT Security, NTT Communications і Dimension Data.
Хоча акції NTT котуються на Токійській фондовій біржі і на біржі OTC Markets Group's Pink (а раніше на Нью-йоркській фондовій біржі під тикерним кодом «NTT» і на Лондонській фондовій біржі під тикерним кодом «NPN»), уряд Японії як і раніше володіє приблизно одной третю акцій NTT, що регулюється Законом про NTT.

## Історія
NTT була створена як державна корпорація у 1952 році.
Створена в якості державної монополії в серпні 1952 року, щоб узяти на себе управління японською телекомунікаційною системою, експлуатованою AT&T під час окупації Японії, державна корпорація Nippon Telegraph and Telephone (日本電信電話公社, Nippon Denshin Denwa Kōsha, скорочено Den — Den Kōsha (電電公社)) була приватизована в 1985 році з метою заохочення конкуренції на телекомунікаційному ринку країни. У 1987 році NTT провела найбільше на сьогодні розміщення акцій на суму 36,8 млрд доларів США.
Оскільки NTT володіє більшою частиною японської інфраструктури «останньої милі» (включаючи FTTC або FTTB/FTTH), вона користується олигопольним контролем над наземними лініями зв'язку в Японії. Щоб ослабити NTT, в 1999 році компанія була розділена на холдингову компанію (NTT) і три телекомунікаційні компанії (NTT East, NTT West і NTT Communications). Закон про NTT, що регулює діяльність NTT East і West, вимагає, щоб вони обслуговували тільки міжміський зв'язок, і зобов'язує їх підтримувати телефонний зв'язок по всій країні. Вони також зобов'язані здавати в оренду невживане оптоволокно (темне волокно) іншим операторам зв'язку по регульованих тарифах.
У липні 2010 року NTT і південноафриканська IT-компанія Dimension Data Holdings оголосили про досягнення домовленості про грошову пропозицію з боку NTT за увесь випущений акціонерний капітал Dimension Data в рамках угоди вартістю 2,12 млрд фунтів стерлінгів (3,24 млрд доларів США).
У кінці 2010 року пропускна здатність транстихоокеанської мережі NTT між Японією і США досягла 400 Гбіт/с. У серпні 2011 року пропускна здатність мережі була розширена до 500 Гбіт/с.

### Хронологія корпоративної історії
- 1952 Створена державна корпорація Nippon Telegraph and Telephone Public Corporation
- 1979 Оголошена концепція INS
- 1985 Nippon Telegraph and Telephone Corporation (NTT) зареєстрована як приватна компанія
- 1987 NTT зареєстрована в першій секції Токійської фондової біржі
- 1988 Корпорація NTT DATA почала свою діяльність
- 1990 Оголошена концепція VI&P
- 1992 NTT Mobile Communications Network, Inc. (нині NTT DOCOMO) почала свою діяльність
- 1994 Оголошена базова концепція ери мультимедіа, що настає
- 1995 NTT DATA котирується на другій секції Токійської фондової біржі
- 1996 Оголошено про концепцію НДДКР 21-го століття
- 1996 NTT DATA котирується на першій секції Токійської фондової біржі
- 1997 Завершена цифровизация комунікаційної мережі в Японії
- 1998 Оголошена концепція глобального обміну інформацією
- 1998 NTT DOCOMO котирується на першій секції Токійської фондової біржі
- 1999 Діяльність NTT реорганізована в холдингову структуру: бізнес переданий трьом новим дочірнім компаніям, що знаходяться в повній власності (NTT East, NTT West і NTT Communications)
- 2002 Дочірні компанії NTT East і NTT West почали свою діяльність в префектурах
- 2002 Анонсовано «Бачення нового оптичного покоління»
- 2004 NTT Urban Development Corporation зареєстрована на першій секції Токійської фондової біржі
- 2004 Оголошення «Середньострокової стратегії управління NTT Group»
- 2008 Оголошення про нову Середньострокову стратегію управління: «Дорога до бізнес-групи зі створення послуг»

## Дочірні компанії
NTT Group складається з наступних головних компаній, розділених на п'ять сегментів. NTT East, NTT West, NTT Communications, NTT Docomo і NTT Data є найбільш великими дочірніми компаніями. NTT Docomo і NTT Data котируються на фондових ринках. NTT Urban Development — дочірня компанія, що займається нерухомістю. Бізнес NTT Communications за межами Японії став частиною NTT Ltd. 1 липня 2019 року.

### Регіональні
- Nippon Telegraph and Telephone East Corporation (NTT East)
- Nippon Telegraph and Telephone West Corporation (NTT West)

### Далекі і міжнародні
- NTT Communications
- NTT MSC
- Verio Inc
- NTT America
- NTT Europe
- HKNet
- Plala Networks

### Мобільний зв'язок
- NTT DoCoMo

### Дані (системна інтеграція)
- Dimension Data (нині входить до складу NTT Ltd., за винятком регіону Близького Сходу і Африки.)[15]
- Gyron Internet Ltd
- NTT Data
- NTT Comware
- NTT Software
- NTT AT
- NTT IT

## Науково-дослідні лабораторії
- Група лабораторій сервісних інновацій
  - Лабораторії еволюції сервісу (Йокосука)
  - Лабораторії медіа-інтелекту (Йокосука)
  - Центр інновацій в області програмного забезпечення (Мусасіно і Сибаура)
  - Лабораторії безпечних платформ (Мусасіно)
- Група лабораторій інформаційних мереж
  - Лабораторії мережевих технологій (Мусасіно)
  - Лабораторії систем мережевого обслуговування (Мусасіно)
  - Лабораторії систем мережевого обслуговування доступу (Цукуба і Йокоска)
  - Лабораторії систем енергетики і довкілля (Ацуґі)
- Група лабораторій по науці і основним технологіям
  - Лабораторії мережевих інновацій (Йокоска)
  - Лабораторії інтеграції мікросистем (Ацуґі)
  - Лабораторії фотоніки (Ацуґі)
  - Лабораторії комунікаційних наук (Кейханна і Ацуґі)
  - Лабораторії фундаментальних досліджень (Ацуґі)
- NTT Research, Inc. (Іст-Пало-Альто, Каліфорнія)
  - Лабораторія фізики і інформатики (PHI)
  - Лабораторія криптографії і інформаційної безпеки (CIS)
  - Лабораторія інформатики медицини і охорони здоров'я (MEI)